# Keller editore
Keller editore è una casa editrice fondata a Rovereto nel 2005 da Roberto Keller. Nata con pochi capitali e mezzi, ha raggiunto rapidamente un ruolo importante nella traduzione e lancio in Italia di autori stranieri inizialmente poco conosciuti, ma che in breve hanno occupato un ruolo importante nel panorama culturale europeo. Il massimo successo è stato raggiunto con la pubblicazione del romanzo Il paese delle prugne verdi del Premio Nobel per la letteratura del 2009 Herta Müller che ha raggiunto in pochi mesi una tiratura di 45 000 copie.